# 將軍澳村

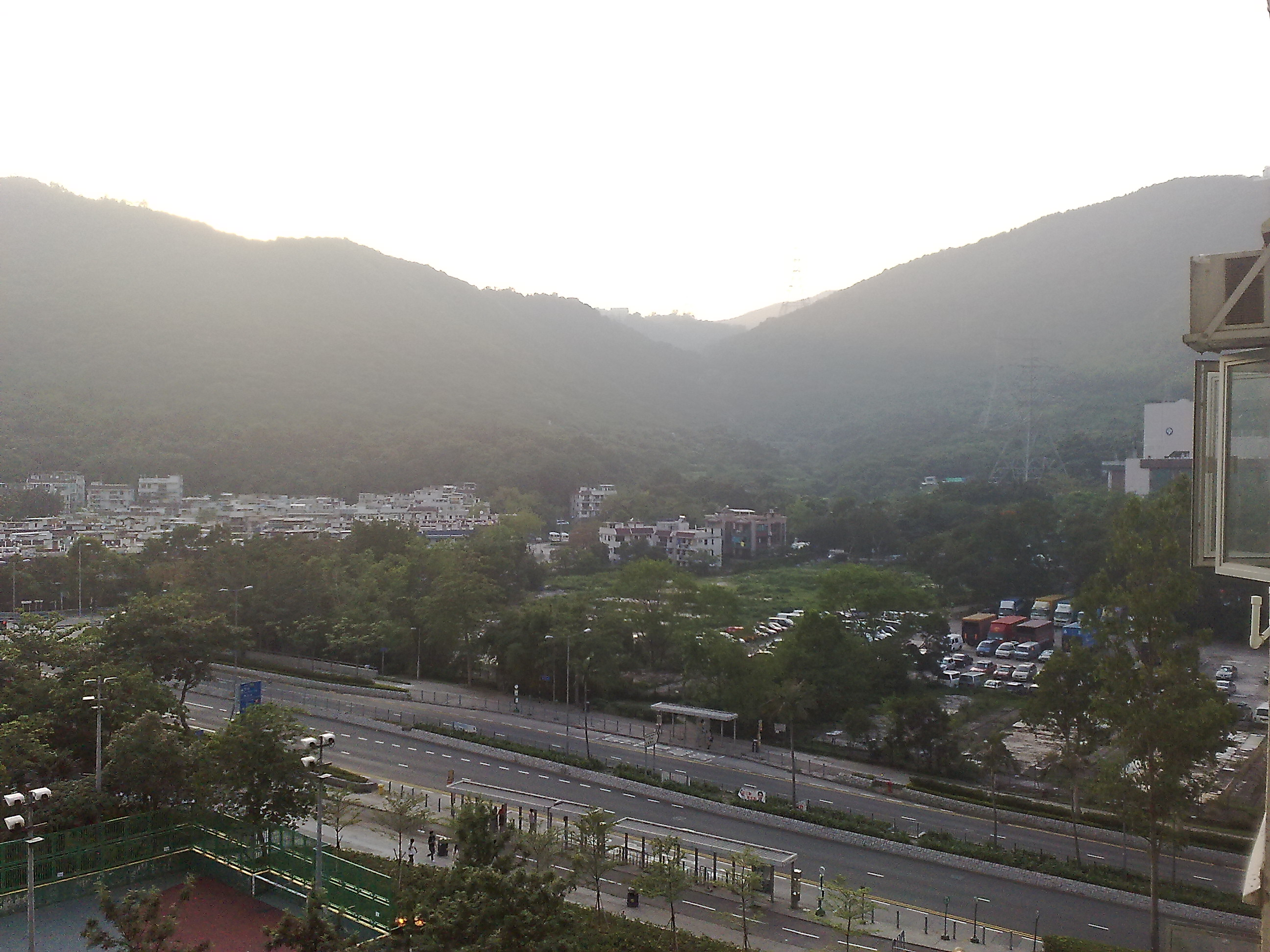
遠攝將軍澳村

將軍澳村（Tseung Kwan O Village）是香港原居民鄉村，位於新界西貢區，現時為將軍澳新市鎮的一部份。位置於翠林山腳及寶琳西北面的穎禮路，為將軍澳新市鎮最初期發展地區，而東面原有政府建的臨時房屋區，於2000年5月已經清拆。其為新界鄉議局坑口鄉事委員會屬下的鄉村。

## 歷史
將軍澳村是中國清朝，約於1730年代建立，原居民均為吳姓及陳姓村民。村民祖先原籍廣東寶安沙井，因逃避兵禍，遷往九龍衙前圍定居，後來第19代其中一房又遷至現址落籍，安村立祠，現時村內居民達五百餘人。將軍澳村為將軍澳未填海前的原位置，因位於內灣凹位及山邊，不利於大型發展而可保留原貌。

## 河流
將軍澳村土地平曠，村後鷓鴣山有井欄樹溪流經將軍澳村的東北面，是流入將軍澳灣的唯一河溪，受環境保護署作長期水質監測。
井欄樹溪瀑布（又稱小夏威夷瀑布），是源自天然雨水，及山上井欄樹村、心朗村、新地村的非地下管道污水。

## 交通

### 主要道路
- 寶琳北路
- 穎禮路
- 寶康路
- 香港單車徑

#### 專線小巴
本來專線小巴17號行走翠林邨至觀塘綫藍田站，經將軍澳村對出的寶琳北路，由於客量甚高，於是分拆出另一條17A號，於繁忙時間行走將軍澳村至觀塘綫藍田鐵路站，但2002年8月18日將軍澳綫落成後往港鐵藍田站的乘客減少，小巴17號路線依舊為翠林邨至港鐵藍田站，但改經寶琳路，不再途經將軍澳村。為服務將軍澳村村民，17A專線小巴大幅縮短路線至將軍澳村至港鐵寶琳站，依舊只在繁忙時間行駛。

## 站外鏈結
- 將軍網